# Drijflijk
Drijflijk is het twaalfde boek uit de reeks Grijpstra en De Gier, geschreven door Janwillem van de Wetering.
Het is in 1993 uitgegeven door Het Spectrum.

## Verhaal
Na enige omzwervingen is Rinus de Gier, voormalig brigadier van de Amsterdamse recherche, terechtgekomen in Jameson, Maine. Gelegen aan de Amerikaanse oostkust en eerder door hem bezocht toen hij de commissaris bijstond toen diens zuster hulp nodig had (zie Het Werkbezoek). Hij belt met Henk Grijpstra, vriend en oud-collega, met een verward verhaal over Lorraine, zijn vriendin, die hij van de rotsen zou hebben gegooid. Althans volgens Flash Fartworth en Slechte Sjors, twee mannen die met een bootje boodschappen doen voor de eilandbewoners, en een lijk is er ook niet. Grijpstra houdt helemaal niet van reizen, laat staan zo ver weg, maar je vriend laat je niet zomaar aan zijn lot over en zo redenerend vliegt hij de oceaan over om De Gier bij te staan. Hij komt daar in contact met een aantal eigenaardige kustbewoners, waaronder twee lesbische restauranthoudsters, een corrupte sheriff en een gereïncarneerd hondje dat zijn leven redt. Daarnaast heeft hij zijn handen vol aan de zich in driedimensionale zielsfilosofieën wentelende De Gier, die, hoewel zelf volleerd rechercheur, nu niet gestoord wenst te worden door gewone misdaad. De commissaris, inmiddels gepensioneerd, leidt de zaak via de telefoon.